# Йосиф Панчич
Йосиф Панчич (на сръбски: Јосиф Панчић е сръбски ботаник и зоолог.

## Биография
Роден е на 5 април 1814 г. в Угринам, Австрийска империя. Завършва медицина в Будапеща и защитава докторат по ботаника. От 1856 г. е професор по естествена история и агрономство във Висшето училище в Белград. В периода 1865 – 1884 г. е негов ректор. От 1886 до 1888 г. е първият председател на Сръбската академия на науките и изкуствата. Той е сред основателите на ботаниката като наука в Сърбия. През 1881 и 1883 г. посещава България, където проучва растителността на Витоша, Западна Стара планина и Рила. Установява 1463 вида растения. Умира на 25 февруари 1888 г. в Белград.
През 1883 г. публикува „Принос към флората на Княжество България“, а в 1886 г. – „Нов принос за флората на България“.